# Operon trp

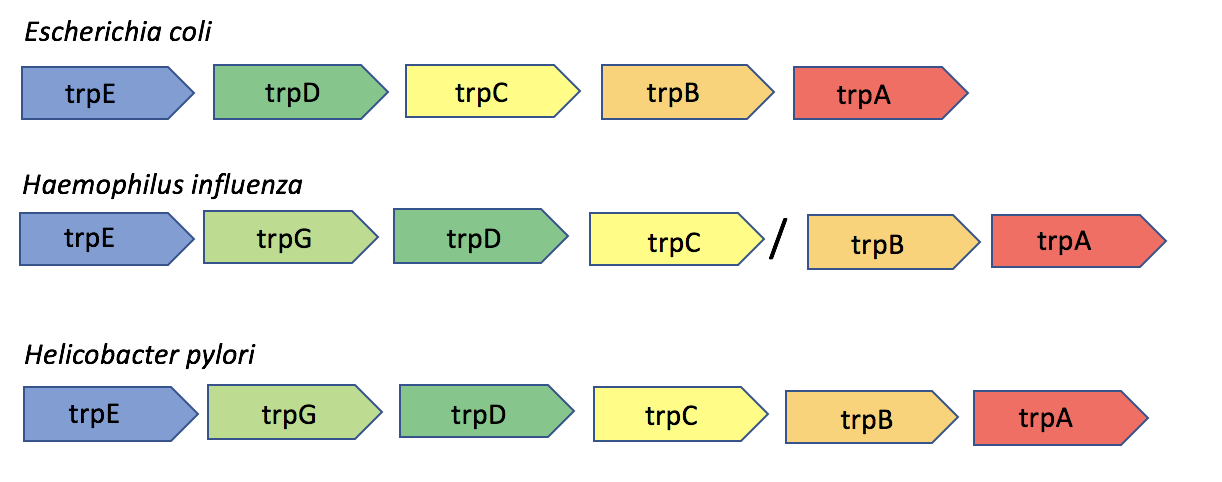
Sơ đồ vùng gen cấu trúc của operon trp ở một số loài vi khuẩn khác nhau như E.coli, H. influenza, H. pylori (gây viêm loét dạ dày)

Operon tryptophan hay viết tắt là operon trp là một loại operon tham gia vào quá trình sinh tổng hợp trypotophan (một loại amino acid và cũng là một nhân tố sinh trưởng quan trọng) ở một số vi khuẩn, mà tiêu biểu nhất là khuẩn Echerichia coli. Trong điều kiện môi trường có tryptophan, operon trp bị bất hoạt bởi phức hệ tryptophan - protein ức chế trong khi nếu vắng amino acid này thì operon hoạt động. Do đó, operon này là một loại operon ức chế.
Operon tryptophan được cấu tạo bởi 5 gen cấu trúc có chung cơ chế điều hòa (chung trình tự vận hành operator) và chung cơ chế  khởi đầu quá trình phiên mã (chung trình tự khởi động promoter). Năm gen ấy theo thứ tự (ở vi khuẩn E.coli) là trpE, trpD, trpC, trpB và trpA. Mỗi gen mã hóa một loại enzyme tham gia vào con đường đồng hóa tryptophan từ tiền chất axit chorismic. Những chủng vi khuẩn đột biến một trong năm gen trên, làm mất khả năng tổng hợp tryptophan và do đó chúng trở thành dòng khuyết dưỡng (chỉ sinh trưởng khi có amino acid này).

## Cấu trúc operontrp

Cấu trúc của operon trp xuôi dòng theo chiều 3' đến 5' là gen điều hòa (trpR), vùng khởi động (promoter), vùng vận hành (operator), trình tự dẫn đầu (trpL) và các gen cấu trúc trpE, trpD, trpC, trpB, trpA.

### Khái quát về cấu trúc chung của operontrp
Cũng giống như các operon khác, operon trp cũng bao gồm là vùng điều hòa (vùng khởi động P, vùng vận hành O và trình tự dẫn đầu trpL) cùng với vùng gen cấu trúc (structural genes), tức các gen mã hóa sản phẩm tham gia vào cấu trúc hoặc hoạt động sinh lý tế bào. Ngoài ra, có một gen nằm ngoài operon trp nhưng cũng tham gia vào quá trình điều hòa operon trp, đó là gen ức chế trpR mã hóa protein ức chế operon khi môi trường có tryptophan, đây là một loại gen điều hòa (regulator gene) - sản phẩm tham gia điều hòa các gen khác. Bảng dưới đây tóm tắt vai trò của các trình tự trong vùng điều hòa.
| Trình tự       | Tên tiếng Anh  | Vai trò | Ghi chú |
| -------------- | -------------- | --- | ------- |
| Vùng khởi động | Promoter       | Promoter chứa các trình tự đặc hiệu, bảo thủ (hộp Pribnow-Schaller ở vị trí -10, và trình tự đồng nhất consensus ở vị trí -35) để enzyme RNA polymerase có thể nhận biết, liên kết và khởi động quá trình phiên mã |         |
| Vùng vận hành  | Operator       | Operator là trình tự để phức hệ protein ức chế - tryptophan liên kết đặc hiệu và từ đó ngăn cản RNA polymerase trượt từ vùng promoter tới các gen cấu trúc. Do đó, làm tắt các gen này. |         |
| Vùng dẫn đầu   | Leader         | Tham gia vào quá trình điều hòa phiên mã dở (attenuation). Khi môi trường có ít tryptophan, thì operon vẫn được phiên mã. Tuy nhiên, khi RNA polymerase trượt qua vùng này thì các trình tự trong leader sẽ hình thành liên kết hydro với nhau, tạo nên cấu trúc "cặp tóc" - tín hiệu kết thúc phiên mã ở sinh vật nhân sơ, làm RNA polymerase dừng lại quá trình phiên mã trượt khhi trượt qua các gen cấu trúc. Trong tình huống môi trường không có tryptophan, thì các trình tự ấy không thể hình thành cấu trúc kẹp tóc, do đó RNA polymerase vẫn tiếp tục phiên mã các gen cấu trúc. |         |
| Gen ức chế     | Repressor gene | Mã hóa protein ức chế, protein này chỉ hoạt động trong môi trường có tryptophan và ức chế operon trp. Còn khi thiếu chất này, protein bất hoạt và không thể ức chế được operon trp. |         |

### Các gen cấu trúc của operontrp
Bảng dưới đây liệt kê sản phẩm và vai trò của sản phẩm ấy đối với con đường chuyển hóa trp.
| Gen cấu trúc | Sản phẩm                                            | Phản ứng chuyển hóa | Ghi chú                                                                                               |
| ------------ | --------------------------------------------------- | --- | --- |
| trpE         | Anthranilate synthase                               | {\displaystyle {\ce {Chorismate ->[{Anthranilatesynthase}] Anthranilate}}}                                                                    | trpE, trpD mã hóa cho một tiểu phần của enzyme anthranilate synthase                                  |
| trpD         | Anthranilate synthase                               | {\displaystyle {\ce {Chorismate ->[{Anthranilatesynthase}] Anthranilate}}}                                                                    | trpE, trpD mã hóa cho một tiểu phần của enzyme anthranilate synthase                                  |
| trpC         | Indole-3-glycerol-phosphate synthase (IGP synthase) | 1-(2-carboxyphenylamino)-1-deoxy-D-ribulose 5-phosphate {\displaystyle {\ce {->[IGP synthase]}}} (1S,2R)-1-C-(indol-3-yl)glycerol 3-phosphate | |
| trpB         | Tryptophan synthetase                               | {\displaystyle {\ce {Indole-3-glycerol phosphate ->[{tryptophansynthase}] Indole}}}                                                           | trpB mã hóa cho miền trp synthase tham gia xúc tác chuyển hóa indole-3-glycerolphosphate thành indole |
| trpA         | Tryptophan synthetase                               | {\displaystyle {\ce {Indole ->[tryptophan synthase] tryptophan}}}                                                                             | tương tự như trpB                                                                                     |